# Le Concert brisé
Le Concert Brisé est un ensemble de musique de chambre fondé par William Dongois en 1990.

## Présentation
Cet ensemble de musique de chambre a été créé par William Dongois au début des années 1990.
Les différents programmes qu'il propose sont centrés autour du cornet à bouquin et couvrent pratiquement tout le répertoire de cet instrument. L'ensemble se sert de la musicologie pour comprendre l'esprit et les modes de restitution de cette musique, afin de créer un cadre aussi favorable et naturel que possible à une exécution vivante.
Ensemble à géométrie variable de deux à dix personnes selon les programmes, le Concert Brisé regroupe des musiciens ayant une vision commune dans leur démarche musicale générale et leur rapport aux sources historiques. Cette accointance constitue un des deux piliers de référence de leurs interprétations, l'autre étant l'utilisation de techniques d'improvisation étudiées dans le répertoire du jazz et des musiques traditionnelles.

## Discographie
- 1998 : La Barca d'amore: panorama de la musique de l'âge d'or du cornet.
- 2002 : La Golferamma: musiques vénitiennes pour deux cornets.
- 2003 : Musique transalpine à la cour de Louis XIV.
- 2006 : L'Âge d'or du cornet à bouquin: CD I. Anthologie de la musique italienne pour cornet; CD II. Musique à Saint Marc au temps de Monteverdi.
- 2006 : Anchor, ancor...: danses, diminutions, improvisations et sonates.
- 2010 : Style fantastique: sonates de Giovanni Pandolfi Mealli et de Johann Jakob Froberger.
- 2010 : Buxtehude: Cantatas & Sonatas.
- 2011 : Venetian Art 1600, The new instrumental style by G.B. Fontana & G.B. Buonamente.
- 2012 : Antonio Bertali: Sonatas.
- 2014 : Giovanni Battista Fontana, Giovanni Gabrieli: Sonate & Canzone
- 2016 : The Art of Heinrich Scheidemann
- 2017 : Johann Heinrich Schmelzer : Sonatas
- 2018 : Silvestro Ganassi : La Fontegara
- 2019 : Éloge de la virtuosité